# Valerio Lucarelli
Valerio Lucarelli (Napoli, 1969) è uno scrittore italiano.
Nel 2006 pubblica per la casa editrice Pequod il romanzo "Buio Rivoluzione". Nel 2010 pubblica per la casa editrice L'ancora del mediterraneo "Vorrei che il futuro fosse oggi", saggio inchiesta sui Nuclei Armati Proletari, organizzazione armata di sinistra.
Ha partecipato alle antologie "Tutto il Nero dell'Italia" (Noubs, 2007), "Dizionario affettivo" (Fandango, 2008), "Presente indicativo" (Ad est dell'equatore, 2010), "Qui si chiama fatica, storie, racconti e reportage dal mondo del lavoro" (L'Ancora del mediterraneo, 2010).